# Петровский проезд (Липецк)
Петро́вский прое́зд — одна из центральных магистралей в центральной части города Липецка. Проходит по границе Советского и Правобережного округов от площади Революции до улицы Зегеля.

## Петровский спуск

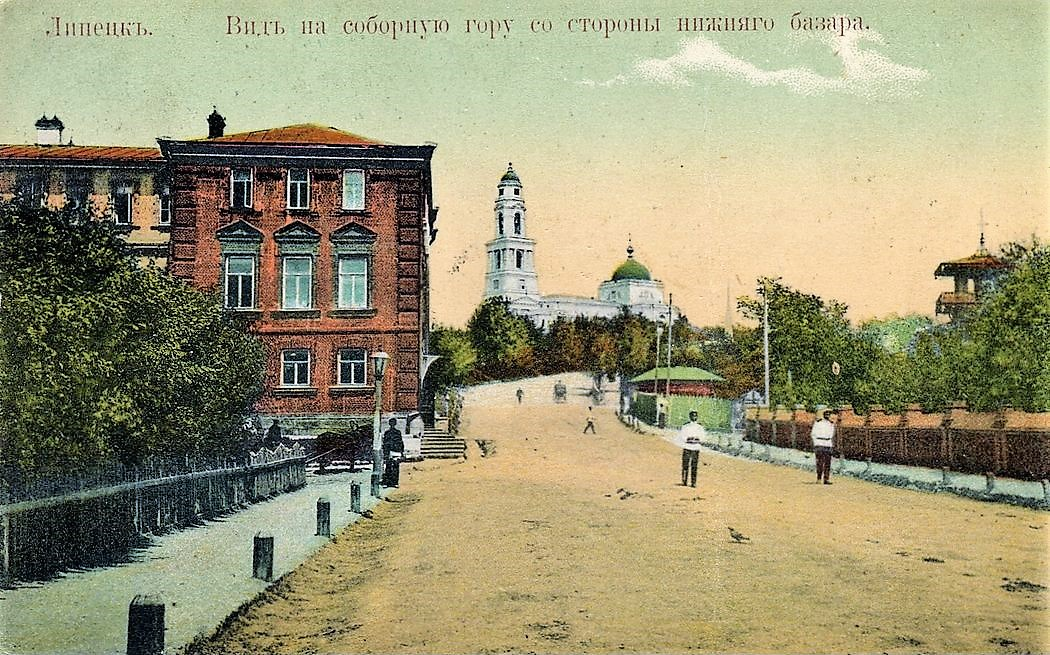
Петровский спуск (с открытки начала XX века). Красное здание слева — курортная гостиница «Золотой лев».

Проезд является одной из старейших липецких улиц. На плане города за 1787 год он чётко просматривается проходящим от трассы плотины Верхнего пруда вверх по Соборной горе. Окончательно сформировался в процессе коренной перестройки Липецка в 1-й половине XIX века при реализации генерального плана города, утверждённого в 1805 году.
Часто Петровский проезд (это название появилось 21 мая 1957 года) называют Петро́вским спу́ском. Это связано с тем, что на всем своем протяжении проезжая часть расположена под довольно большим углом: она спускается с Соборной горы, на которой находится Соборная площадь. Нижняя часть проезда проходит по сохранившейся с петровских времен плотине Липского (Верхнего) железоделательного завода. Очевидно, что спуск получил своё название после установки на нём памятника Петру I.
В 1950-е годы здесь была булыжная мостовая.
Улица интересна тем, что почти не имеет застройки. По Петровскому проезду ныне числятся два здания. Под № 1 — здание, расположенное на углу с Кузнечной улицей. Это , в котором ныне — турагентство «Звёздный путь». Здание было построено во 2-й половине XIX века и в нём находилась курортная гостиница «Золотой лев». В основном на нечетной стороне — рекреационная зона с парадной лестницей, спускающейся от Соборной площади, а также сквер у Верхнего пруда. На четной стороне расположен Нижний парк. Здание его дирекции имеет адрес: Петровский проезд, 2. Это также . До революции здесь располагались минеральные ванны

## Петровский проезд
30 апреля 1975 года под Петровским проездом открылся второй в городе подземный пешеходный переход — Петро́вский (арх. Ю. Д. Серов). Он необходим для связи парадной лестницы, что спускается от Соборной площади, с Нижним парком. Стены перехода украшены мозаикой на тему времен Петра I (там есть и изображения старого герба Липецка). Это выполнил художник Н. Р. Полунин.

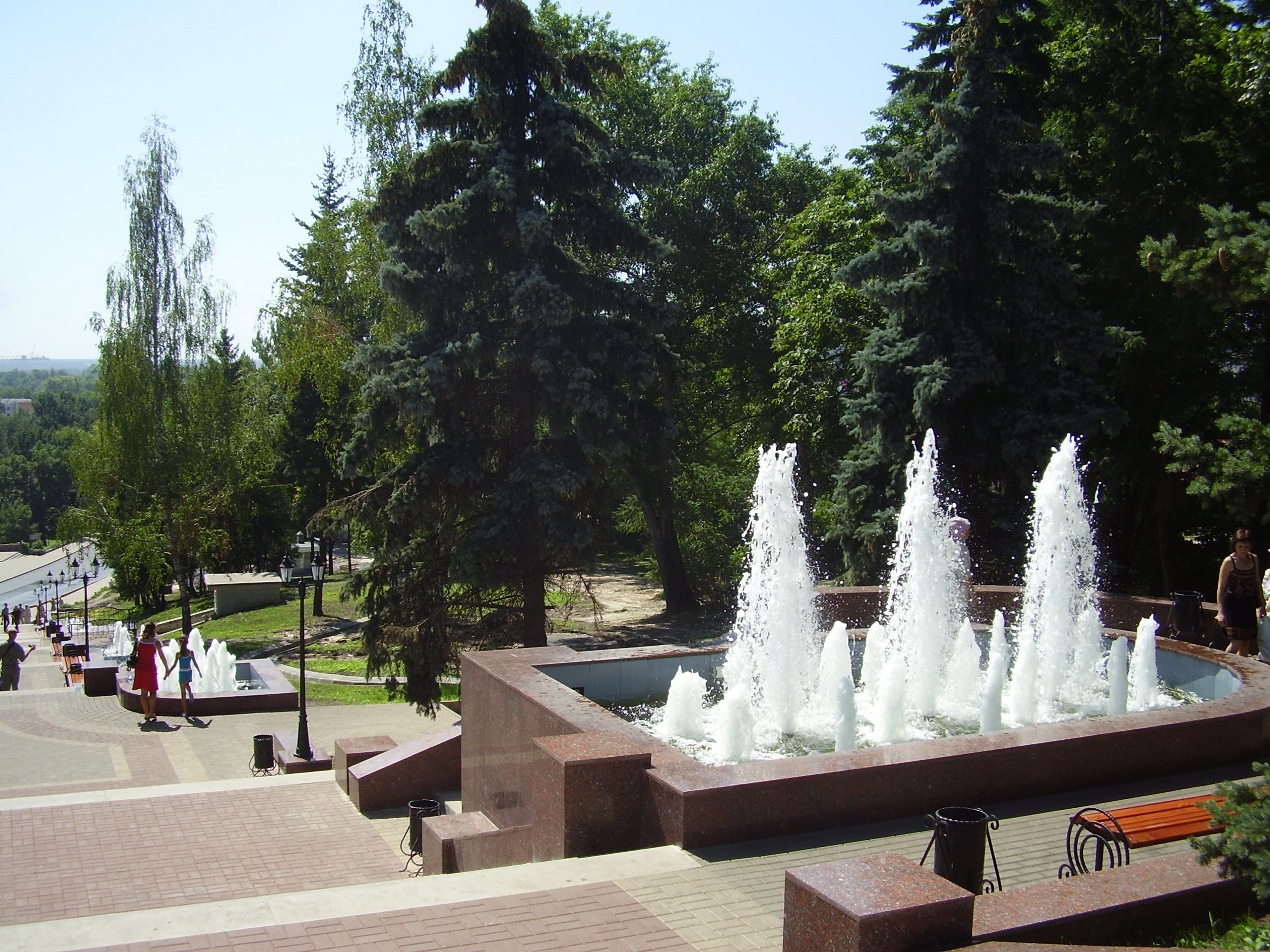
Фонтанный каскад на парадной лестнице

Над переходом на четной стороне стоит памятный знак на месте конторы Липецких железных заводов эпохи Петра I. Этот каменный дом стоял при входе в Нижний парк. На чугунной доске, прикрепленной к стене, была надпись, что это — заводская канцелярия. Во дворе его был фонтан со скульптурами. Архитектор и краевед Л. Е. Рудаков выяснил, что это здание было лишь пристройкой-кухней к деревянной конторе. Весной 1973 года, при строительстве подземного перехода, строение разобрали. Само же деревянное здание заводской канцелярии (конторы) было разобрано ещё в 1870 году как совершенно сгнившее.

## Памятник Петру I

Памятник Петру I

Главным украшением Петровского проезда является обелиск-памятник «императору Петру Первому». Это чугунная трёхгранная пирамида с двумя барельефами. На одном — древнеримский бог Вулкан, покровитель кузнецов, на другом — Гигия, богиня здоровья. Так в аллегорической форме показаны заслуги Петра I в учреждении железных заводов и открытии целебных источников.
Памятник установлен в 1839 году на средства петербургского купца Н. М. Небученова. Со стороны проезжей части он поместил надпись:

Незабвенному везде и во всем Великому отцу Отечества императору Петру Первому основателю города указавшего в нём новые целебные источники и новые средства богатства народного. Сооружен усердием купца Павла Небученова в 1839 году
В период реставрации памятника в 1955 году чугунная доска с этой надписью раскололась. Вместо неё установили другую — с текстом: «Памятник Петру I. Поставлен в 1839 году».
В 2000 году на средства НЛМК провели новую реставрацию обелиска и прежний текст восстановили.
Монумент имеет статус .

## Фотогалерея

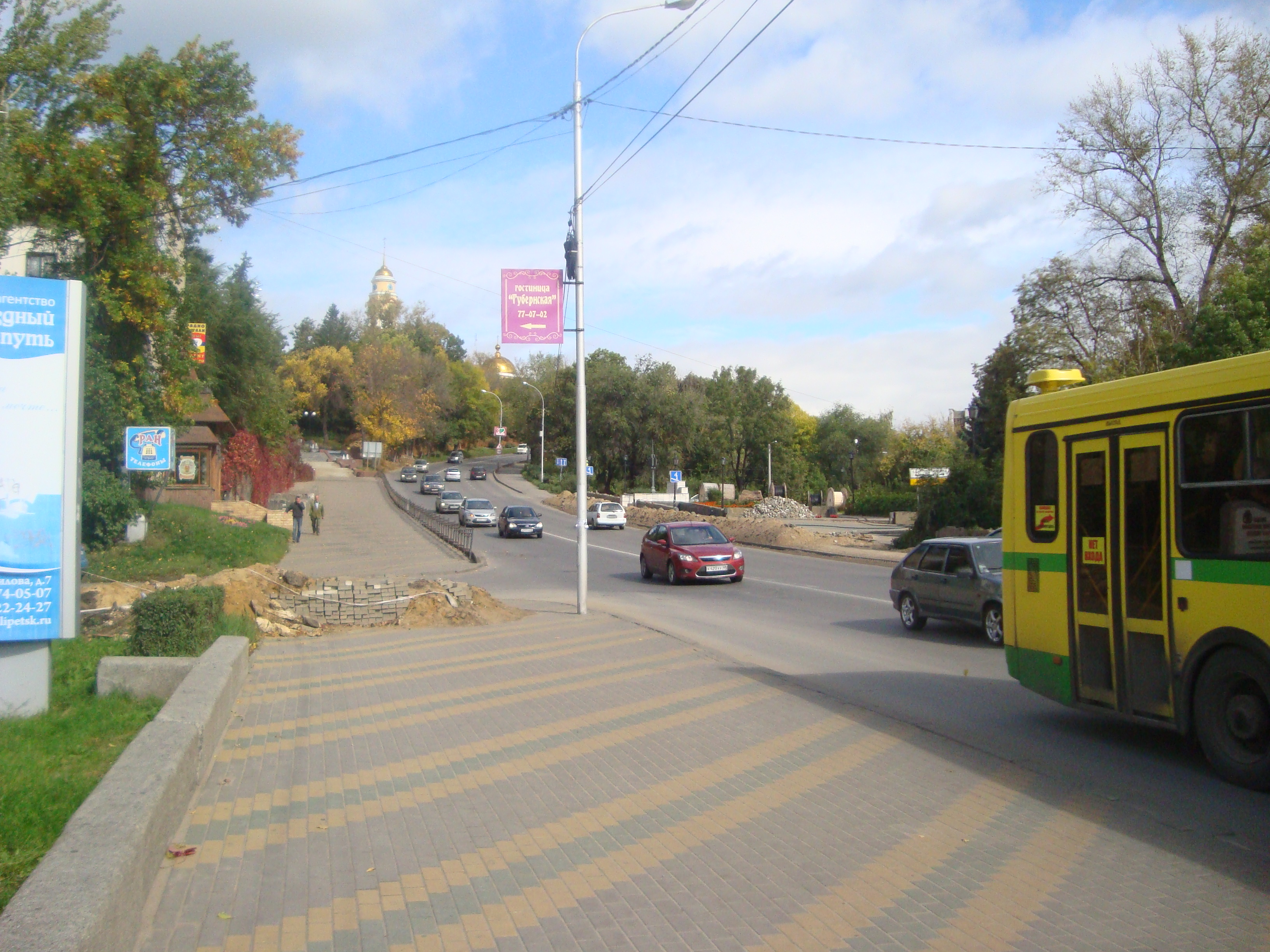
Петровский проезд
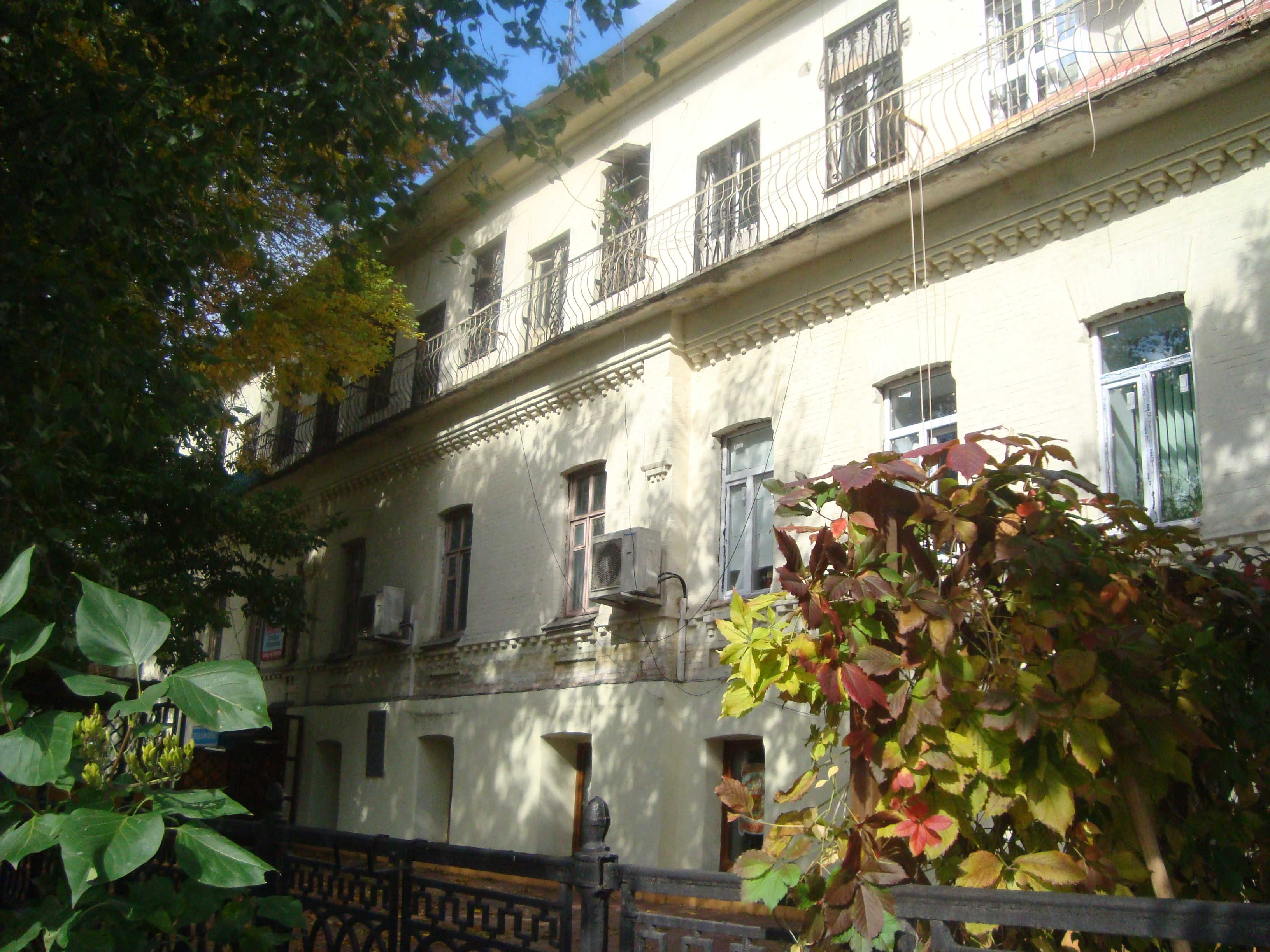
Петровский проезд, 1
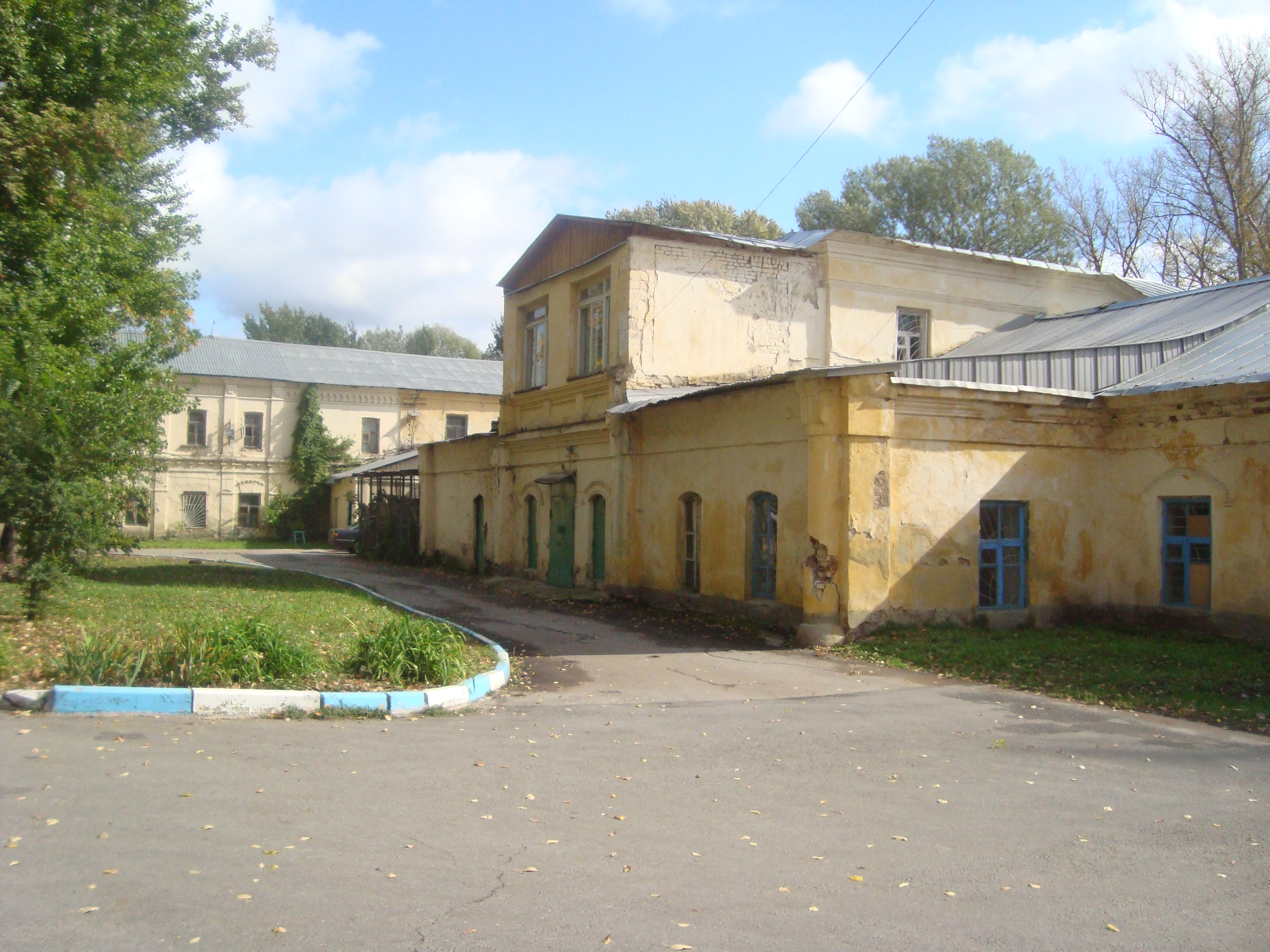
Петровский проезд, 2

## Транспорт
По проезду осуществляется одностороннее (сверху вниз) автобусное движение маршрутов № 2, 12, 36, 302, 315, 352.
- к началу проезда — авт. 6, 27, 28, 30, 306, 308к, 322, 325, 330 ост.: «Нижний парк»; авт. 2, 6, 12, 27, 30, 36, 302, 308к, 315, 330, 352 ост.: «Пл. Революции».
- к концу проезда — авт. 2, 12, 302, 315, 345, 352, ост.: «Соборная пл.» («Пл. Ленина»).